# Prosper Alfonsi
Prosper Alfonsi (Albertacce, 1920 - 1991) fou un polític cors. Milità al Partit Radical d'Esquerra, amb el que fou conseller general de Niolu (1955-1973) i alcalde d'Albertacce de 1965 a 1989. El 1975 fou escollit membre del Consell Regional de Còrsega i quan li fou concedit l'estatut particular, després de les eleccions a l'Assemblea de Còrsega de 1982, fou elegit president de l'Assemblea de Còrsega. El 1984 va dimitir i es convocaren noves eleccions, en les que fou reescollit com a conseller, però no com a president. El 1986 va dimitir dels seus càrrecs i continua només com a alcalde d'Albertacce